# Nội soi ổ bụng

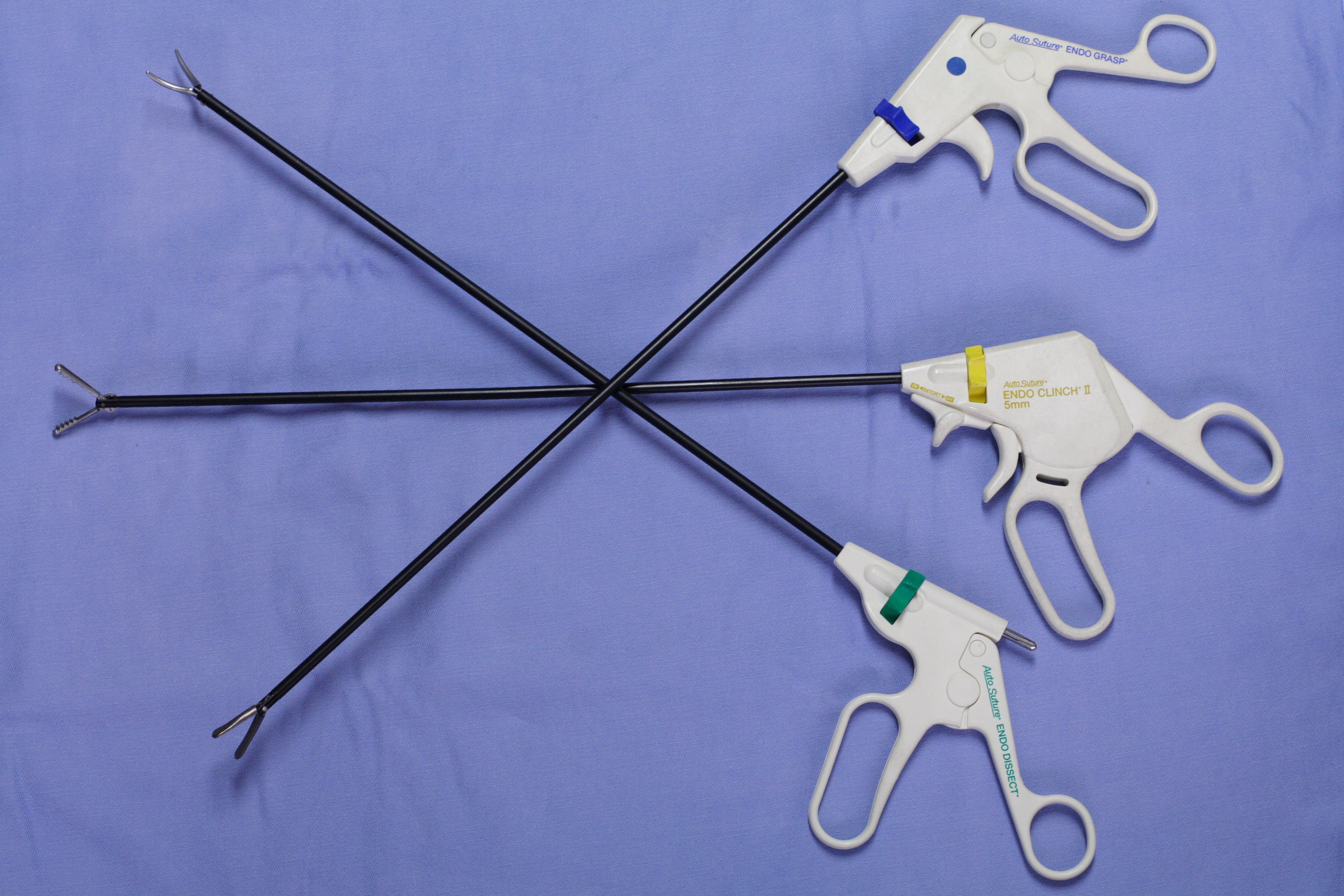
Dụng cụ nội soi ổ bụng

Nội soi ổ bụng là phẫu thuật trong đó bác sĩ dùng ống soi nhỏ có gắn máy quay phim và nguồn ánh sáng để nhìn vào trong bụng (các tạng trong vùng chậu) của bệnh nhân.,

## Phương pháp
Một ống soi nhỏ có gắn máy quay phim được chọc vào ổ bụng thông qua một vết rạch nhỏ.

### Ưu điểm
So với mổ hở, Nội soi ổ bụng có nhiều ưu điểm: sẹo mổ nhỏ, ít đau sau mổ, rút ngắn thời gian nằm viện, hồi phục sức khỏe nhanh, trở lại công việc và sinh hoạt hàng ngày sớm.

## Chẩn đoán
Nội soi ổ bụng thường được bác sĩ đề nghị khi những phương pháp chẩn đoán khác như xét nghiệm X - quang, siêu âm không tìm thấy được nguyên nhân bệnh như trong trường hợp đau mãn tính bụng dưới. Nhờ nhìn trực tiếp vào bên trong bụng, các bác sĩ có thể biết nguyên nhân gây bệnh và tổn thương ở đâu.